# Olympique Lyonnais 1956-1957
Questa voce raccoglie le informazioni riguardanti l'Olympique Lyonnais nelle competizioni ufficiali della stagione 1956-1957.

## Maglie
Le divise introdotte nella stagione 1954-1955 rimangono invariate.
| Manica sinistra · Maglietta · Maglietta · Manica destra · Pantaloncini · Calzettoni |

## Rosa
| N. |                     | Ruolo | Calciatore         |
| -- | ------------------- | ----- | ------------------ |
|    | Francia (bandiera)  | P     | Pascal Beetschen   |
|    | Francia (bandiera)  | P     | Garbis Solakian    |
|    | Ungheria (bandiera) | D     | György Bobik       |
|    | Francia (bandiera)  | D     | Raymond Dutto      |
|    | Francia (bandiera)  | D     | André Lerond       |
|    | Francia (bandiera)  | D     | Aimé Mignot        |
|    | Francia (bandiera)  | D     | Robert Mouynet     |
|    | Francia (bandiera)  | D     | Marcel Nowak       |
|    | Francia (bandiera)  | C     | Victor Hernandez   |
|    | Francia (bandiera)  | C     | Jean-Pierre Knayer |
|    | Francia (bandiera)  | C     | Marcel Le Borgne   |

| N. |                     | Ruolo | Calciatore         |
| -- | ------------------- | ----- | ------------------ |
|    | Francia (bandiera)  | C     | René Monnet        |
|    | Francia (bandiera)  | C     | Camille Ninel      |
|    | Brasile (bandiera)  | C     | Tino               |
|    | Francia (bandiera)  | A     | Émile Antonio      |
|    | Francia (bandiera)  | A     | Lucien Cossou      |
|    | Francia (bandiera)  | A     | Émile Daniel       |
|    | Svizzera (bandiera) | A     | Jacques Fatton     |
|    | Francia (bandiera)  | A     | Abdelhamid Kermali |
|    | Francia (bandiera)  | A     | Gérard Moresco     |
|    | Francia (bandiera)  | A     | Robert Salen       |
|    | Francia (bandiera)  | A     | Ernest Schultz     |